# Sint-Corneliuskerk (Dülken)
De Sint-Corneliuskerk (Duits: Kirche St. Cornelius) is een rooms-katholiek kerkgebouw in Dülken, een stadsdeel van de gemeente Viersen in Noordrijn-Westfalen.

## Geschiedenis

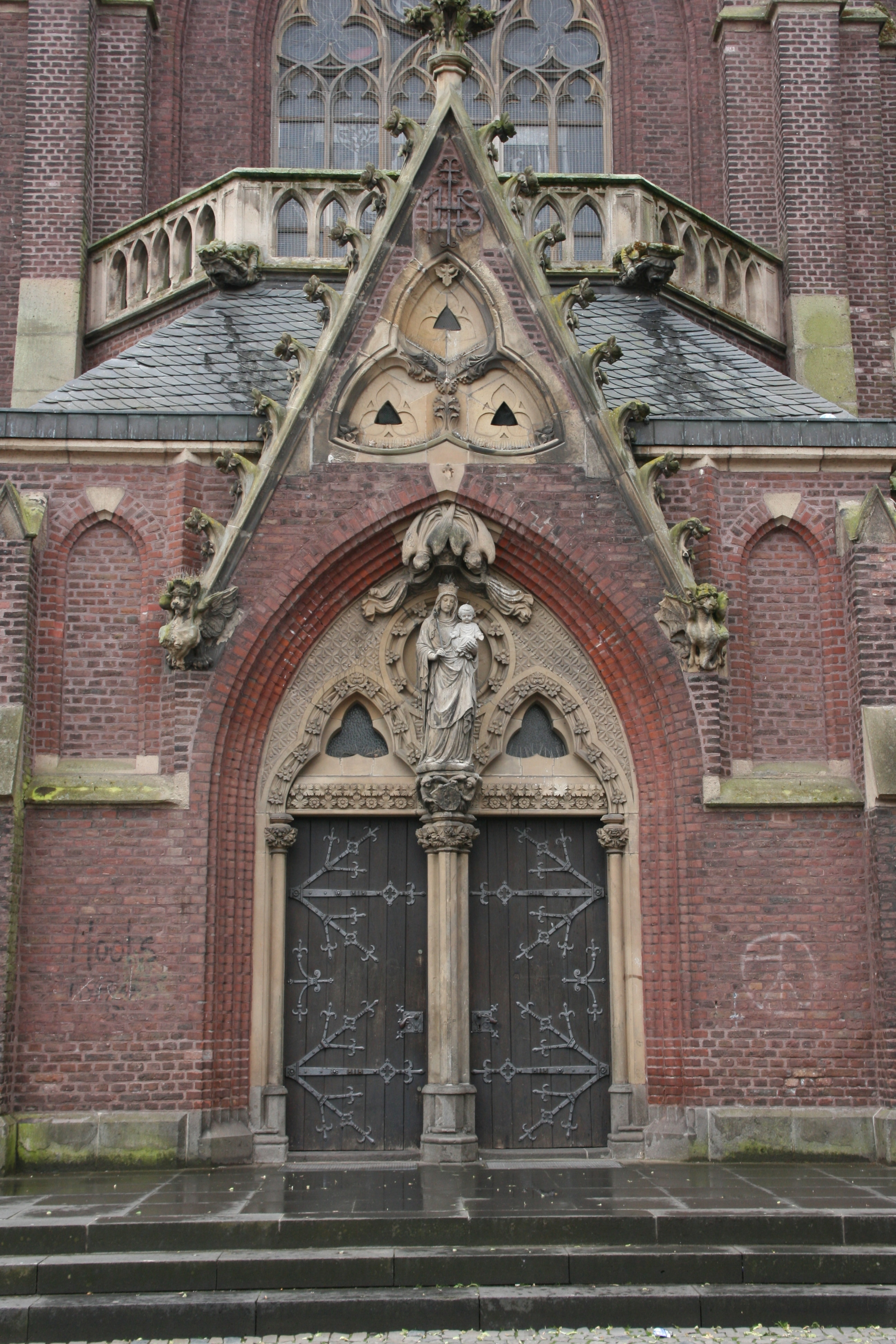
Noordelijk portaal

De oudst bekende kerk in Dülken zou reeds in het jaar 1210 hebben bestaan. Hoe deze kerk eruitzag is onbekend, maar vermoedelijk werd op dezelfde plaats vanaf 1453 een tweede kerk gebouwd. De kerk verviel na herhaaldelijke beschadigingen tussen 1799 en 1820 en werd door een orkaan van de spits beroofd. Bovendien was de bevolking van Dülken door de industrialisatie in de 19e eeuw snel toegenomen, hetgeen een nieuwbouw des te noodzakelijker maakte.
In 1870 kreeg de architect Heinrich Wiethase (1833-1893) de opdracht een nieuwe kerk te bouwen. Vanwege de kosten werd de uitvoering in twee fasen gepland. De eerste fase betrof de afbraak van het oude koor en de nieuwbouw van het aan het oude kerkgebouw aansluitende transept en koor alsmede de eerste twee traveeën van het nieuwe schip. De eerste fase werd in de jaren 1871-1875 uitgevoerd.
De tweede bouwfase werd ingeluid met de afbraak van het oude kerkschip en de nieuwbouw van nog eens drie traveeën, de zijgevels met de kapellen. 
Het was de neef van de inmiddels overleden Wiethase, Heinrich Renard (1868-1928) die vanaf 1904 tot 1908 de bouw voltooide. In tegenstelling tot het oude plan van Wiethase werd de twee bouwfase vereenvoudigd uitgevoerd; het westwerk werd gewijzigd en de oude toren door een nieuwe vervangen.

## Architectuur
Het neogotische, vijfschepige kerkgebouw vertegenwoordigt een mengvorm van een hallenkerk (middenschip en zijschepen zijn even hoog) en een basiliek (een hoger middenschip met een lichtbeuk en lagere zijschepen). Op een bijna rechthoekig grondplan verheft zich een neogotische hoofdhal, bestaande uit een middenschip en twee even hoge zijschepen, en de twee lagere buitenste zijschepen. Plaatsgebrek leidde tot een kort koor met een rechte afsluiting naar het oosten. Aan het noordelijk dwarsschip bevindt zich het Maria- of Marktportaal, dat naar buiten toe naar voren springt. Boven de viering is een moderne dakruiter geplaatst. Het kerkschip bezit vijf traveeën met kruisribgewelven. Het middenschip wordt in het westen begrensd door de toren. Aan beide zijden van de toren bevinden zich nevenportalen. De westelijke begrenzing van de buitenste zijschepen worden door twee kapellen gevormd: in het noorden de achthoekige met een netgewelf afgesloten doopkapel en in het zuiden de Piëtakapel.

## Orgel
Het orgel van de Corneliuskerk is het grootste orgel van het bisdom Aken. Het werd in 1963 gebouwd door de Gebroeders Stockmann en in 2006 en 2023 gerenoveerd.

## Afbeeldingen

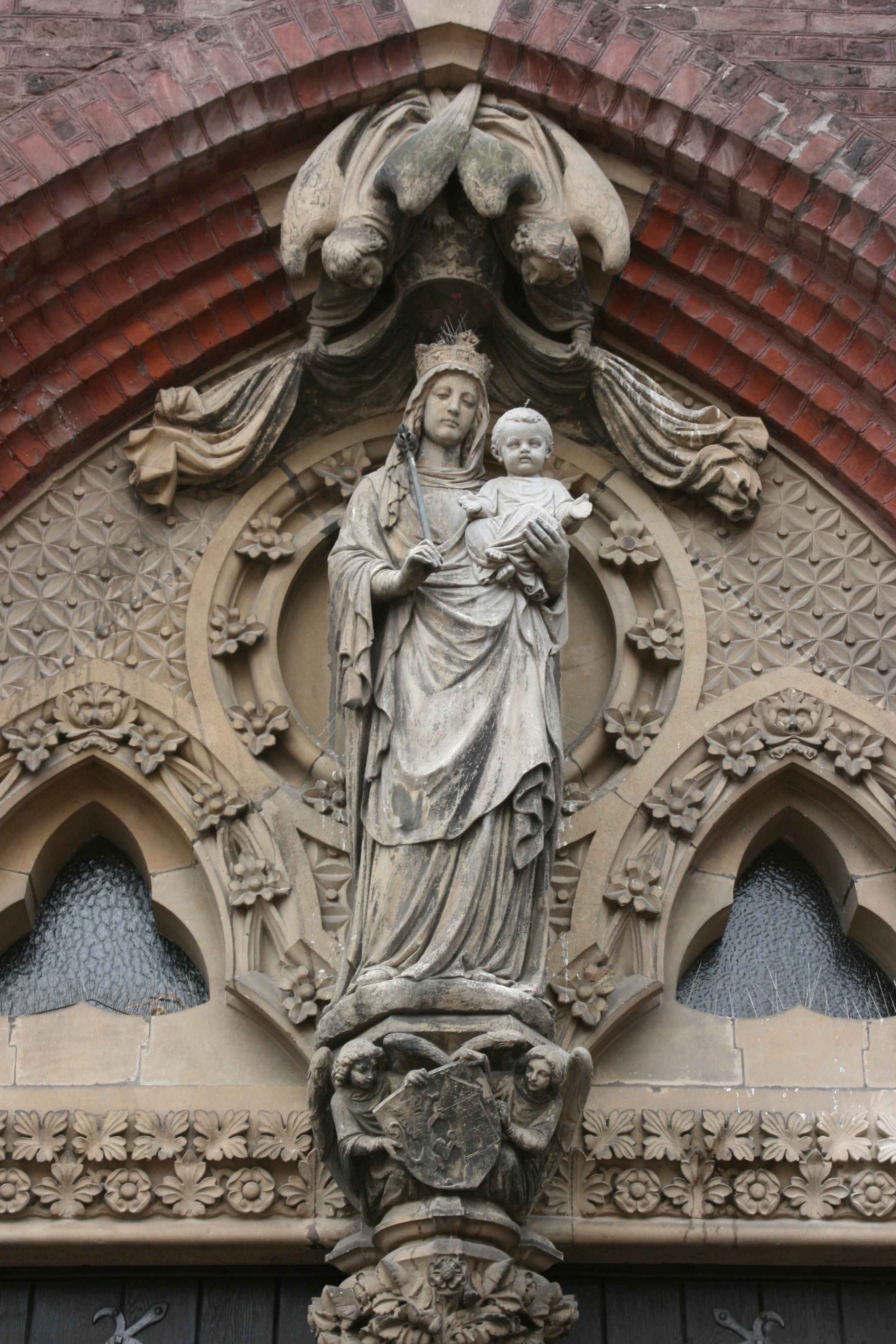
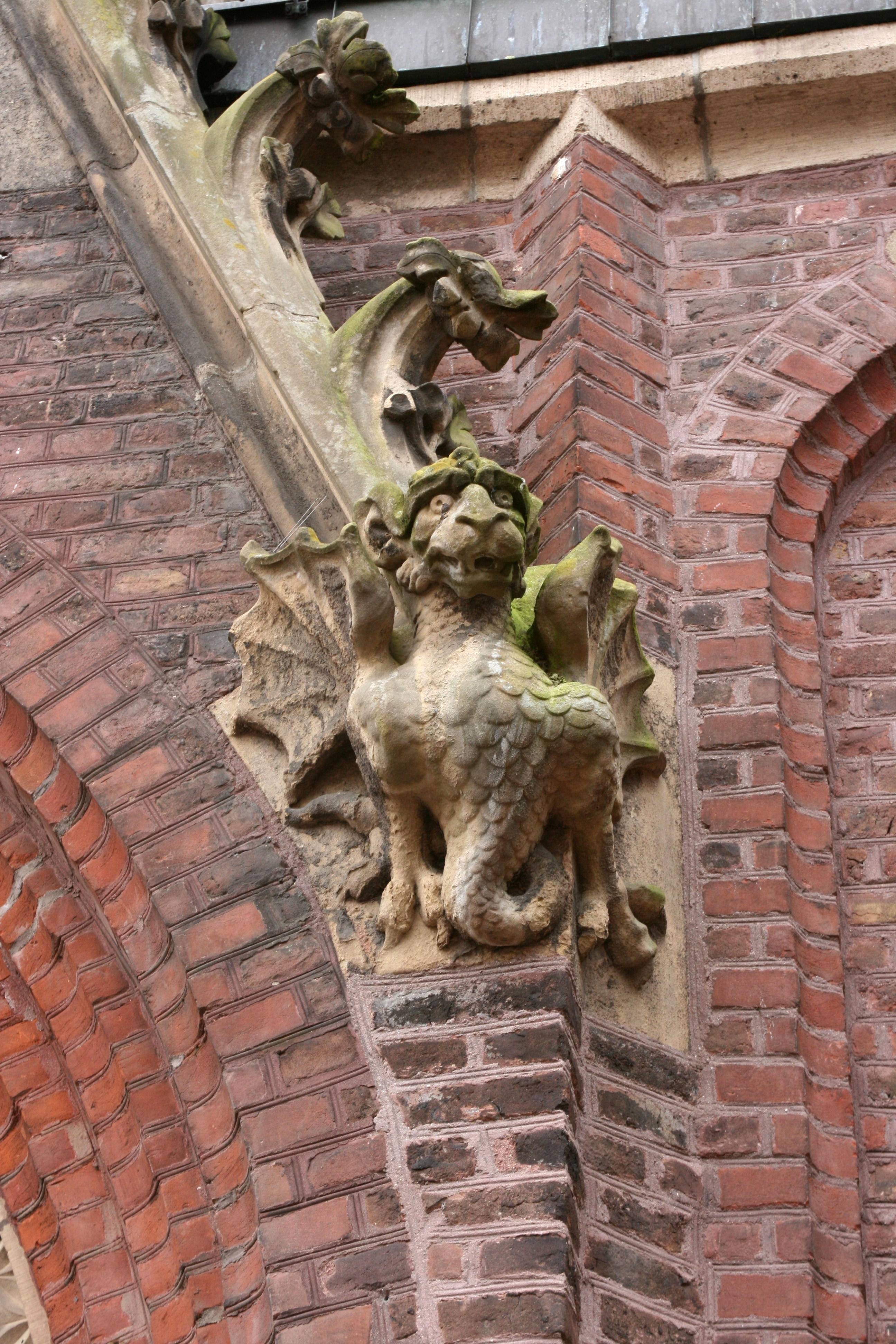
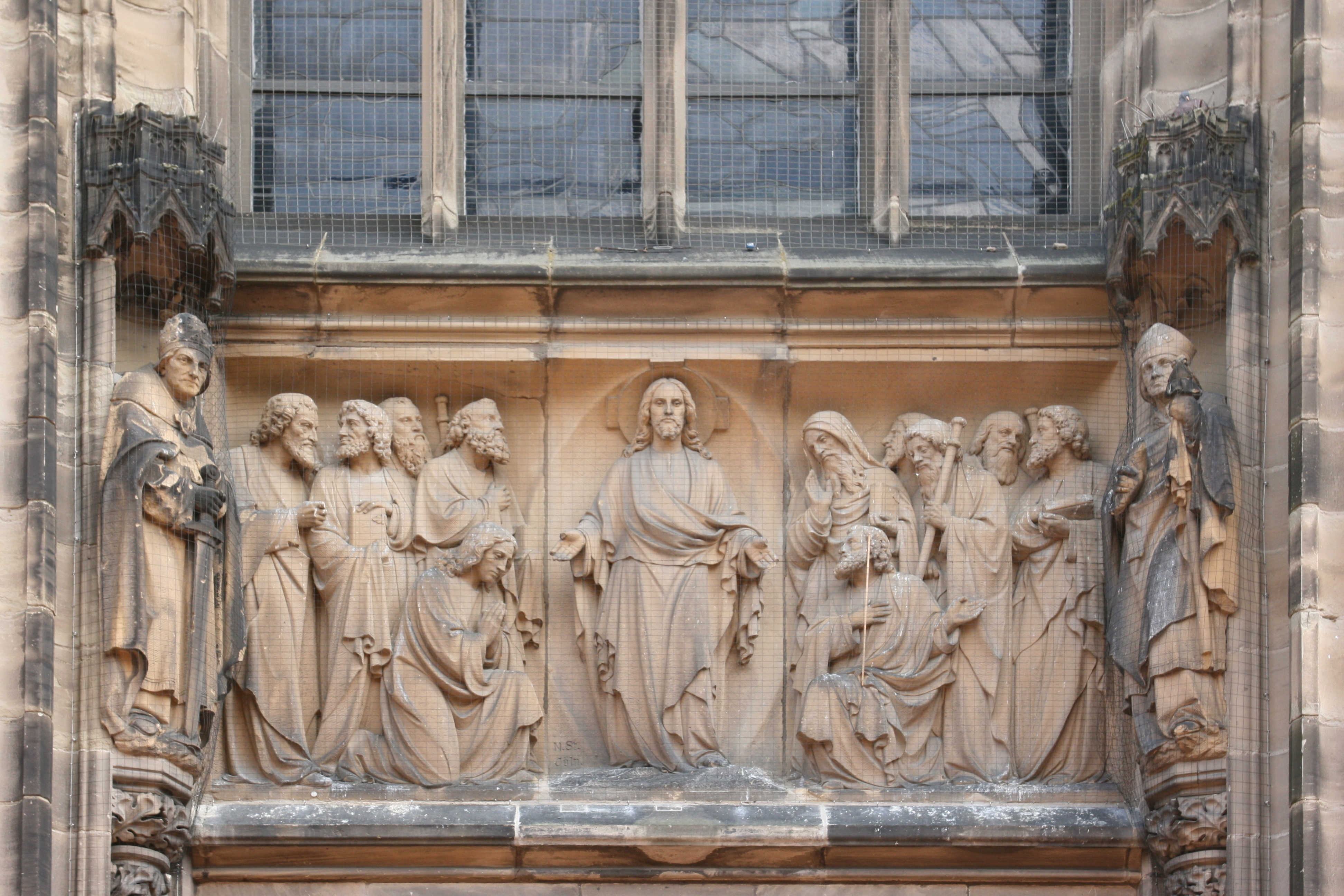
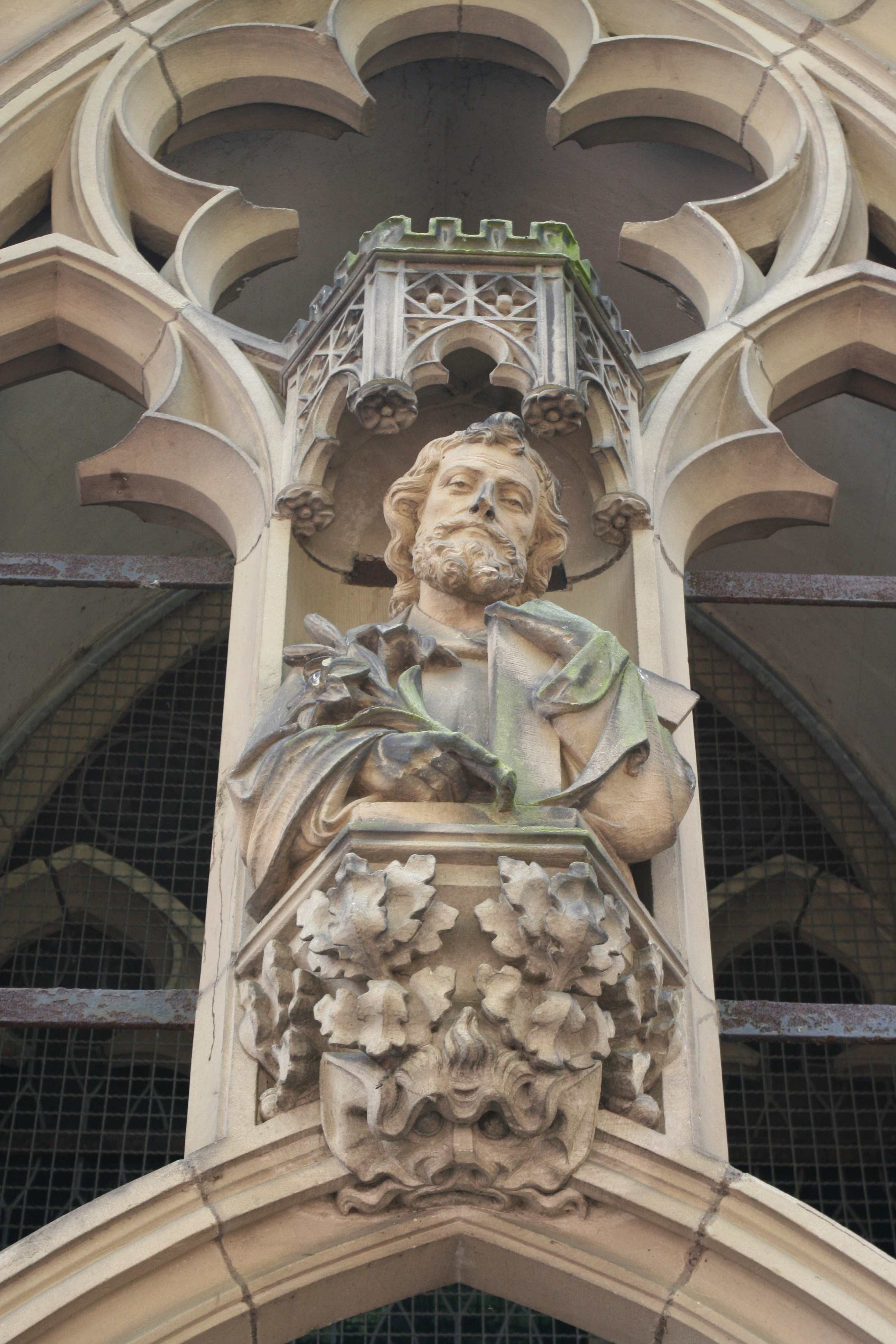
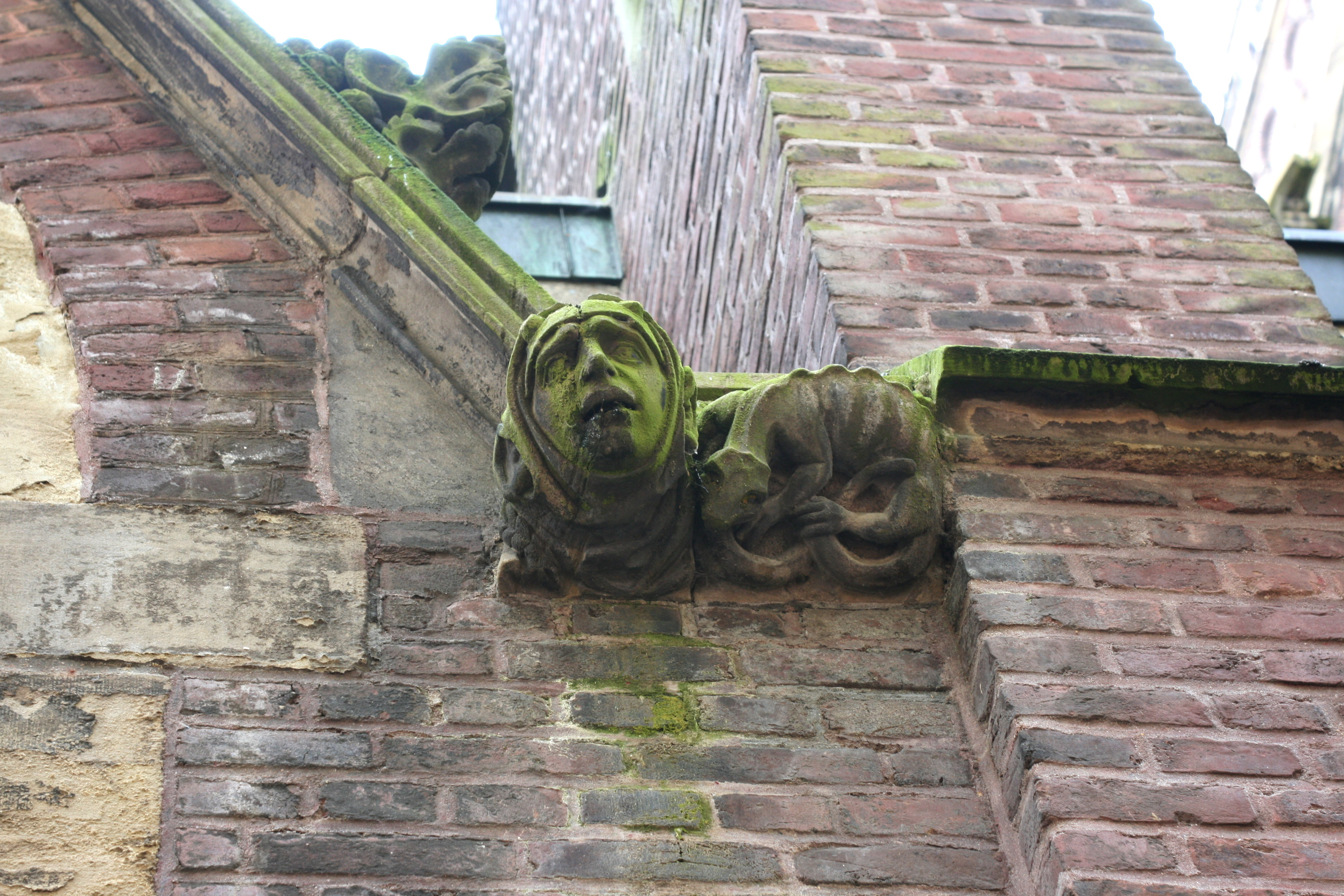
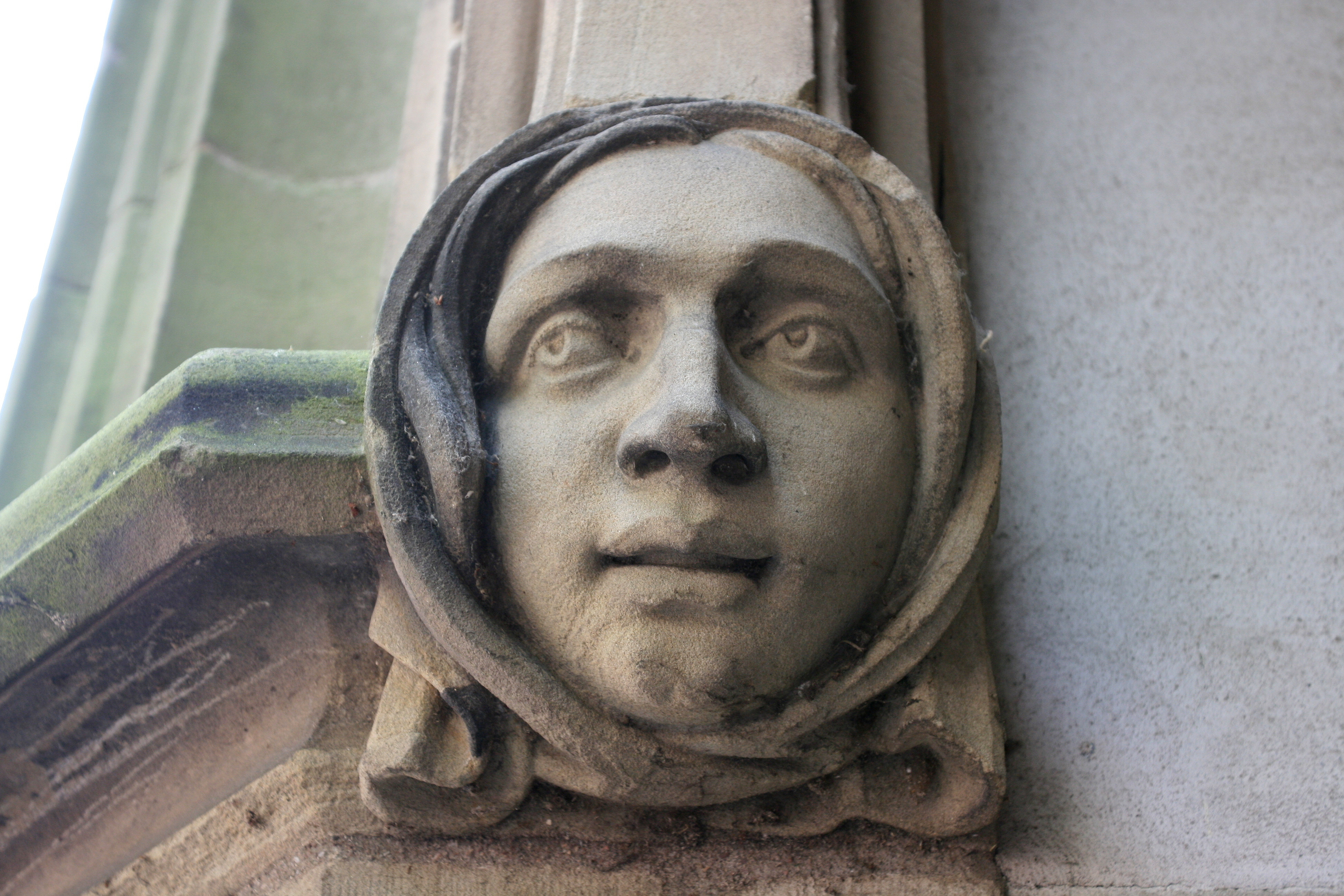